# Tom Ölander
Tom Ölander, född 17 augusti 1945, död 26 augusti 2002, var en av personerna som låg bakom science fiction-fandom-kulturens framväxt i Finland. Han normaliserade kongresstraditionen i Finland genom att lägga grunden till Finncon,. som inledningsvis anordnas vartannat år. För detta är han i Finland känd som "finländsk fandoms fader". Som tack för hans insats för finländsk science fiction-fandom var han också hedersgäst på Finncon 1989.. Mycket av hans arbete gick ut på att knyta kontakter mellan delar av science fiction-fandom i olika delar av världen.
Tillsammans med Jari Koponen, Olavi Markkanen och Jyrki Ijäs bildade han 1981 redaktionen för Finlands första science fiction-tidskrift med nationell spridning, Aikakone.